# Daniel Gottvald Reimer Bentley
Daniel Gottvald Reimer Bentley (13. december 1786 i København – 13. juni 1869 i København) var en dansk borgmester, først i Køge og siden i København.
Han var en søn af fabrikant Richard Bentley og Maria f. Reimer, blev privat dimitteret 1802, juridisk kandidat 1805, underkancellist i Kancelliet 1806, kancellisekretær 1808, kancellist 1811, kontorchef og departementssekretær for de norske sager 1812, kancelliråd 1813, på grund af Norges afståelse entlediget 1814 med sin fulde gage i ventepenge, blev 1815 borgmester, byfoged, by- og rådstueskriver i Køge, herredsfoged og skriver i Bjæverskov Herred samt birkedommer og skriver i Gammel Køgegårds Birk, dog med forbehold af sin anciennitet i Kancelliet, 1821 borgmester i København og modtog kort efter en tilkendegivelse af kongens "allerhøjeste Tilfredshed med hans Embedsførelse" i det tidligere embede. Fra nationalliberal side (Fædrelandet) klagedes
der i slutningen af hans borgmestertid over, at han modsatte sig "enhver Reform, den være nok saa uskyldig".
1822 blev han justitsråd, 1826 etatsråd, 1849 konferensråd, 1856 i anledning af sit 50-årige embedsjubilæum Kommandør af Dannebrog og afgik som borgmester efter indførelsen af den nye kommunalforfatning for København 1857. 1836 var han blevet Dannebrogsmand. Han er portrætteret i en tegning af J.V. Gertner på Frederiksborgmuseet (1844).
Han var gift med Cecilie Catharine Lehmann (4. juni 1798 – 23. januar 1882), en datter af kaptajn Johan Frederik Lehmann og Ellen Margrethe f. Nyegaard.